# 황성빈 (1996년 배우)
황성빈(1996년 ~ )은 대한민국의 모델이자 배우이다.

## 드라마
- 2021년 NETFILX 6부작 오리지널 드라마 《D.P.》
- 2022년 SBS 금토 미니시리즈 《왜 오수재인가》
- 2022년 WATCHA 8부작 오리지널 드라마 《최종병기 앨리스》
- 2022년 tvN 단막극 《[[O'PENing(오프닝) 2022 - 남편의 죽음을 알리지 마라》
- 2022년 Wavve 8부작 오리지널 드라마 《약한영웅 Class 1》 ... 태훈 역
- 2024년 NETFILX 10부작 오리지널 드라마 《닭강정》
- 2024년 JTBC 수목 미니시리즈 《비밀은 없어》 ... 송운백 역
- 2024년 tvN 10부작 월화 미니시리즈 《우연일까?》 ... 손경택 역
- 2024년 SBS 금토 드라마 《열혈사제 2》 ... 제랄드 역